# Benito Lertxundi Esoain
Benito Lertxundi Esoain (Orio, Guipúscoa, 6 de gener del 1942) és un cantautor basc.
Va arribar al món de la música fent versions en euskera dels músics que li agradaven, però no va ser fins al 1965 que va arribar a ser conegut després de participar en un concurs organitzat pel diari La Voz de España. A partir d'aquest fet va entrar en contacte amb Mikel Laboa i el moviment Ez Dok Amairu, format per J.A. Artze, Jexux Artze, Jose Angel Irigarai, Lourdes Iriondo, Mikel Laboa, Julen Lekuona i Xabier Lete, un grup avantguardista renovador de la música en euskera al que també va estar lligat Jorge Oteiza, i que es va dissoldre el 1972.

## Discografia
- Euskal Kanta-Berria, 1969. Cançons populars basques
- Benito Lertxundi-Ez Dok Amairu, 1971
- Oro laño mee batek..., 1974
- ...eta maita herria, üken dezadan plazera, 1975
- Zuberoa y Askatasunaren semeei, 1977. Resmasteritzat el 2004
- Altabizkar e Itzaltzuko bardoari, 1981
- Gaueko ele ixilen balada, 1985
- Mauleko bidean... izatearen mugagabean, 1987
- Pazko gaierdi ondua, 1989
- Hitaz oroit, 1992
- Hunkidura Kuttunak I, 1992
- Hunkidura Kuttunak II, 1994
- Auhen sinfonikoa, 1998. Amb l'Orquesta Sinfónica d'Euskadi
- Nere ekialdean, 2002
- 40 urtez ikasten egonak, 2005

### Altres
- Zuhaitzak landatzen zituen gizona, 1993. Narrador d'un conte de Jean Giono amb música de la Paul Winter Consort.